# Eddie Graham
Edward F. Gossett (né le 15 janvier 1930 à Chattanooga et mort le 21 janvier 1985 à Tampa), mieux connu sous le nom de Eddie Graham, était un catcheur (lutteur professionnel) et promoteur de catch américain.
Il devient catcheur à 17 ans et se fait connaître dans le Sud des États-Unis. Il prend le nom de Eddie Graham et fait équipe avec Dr. Jerry Graham (en). Ils se présentent comme frères et remportent à quatre reprises le championnat par équipes des États-Unis de la Capitol Wrestling Federation. 
Il lutte ensuite principalement en Floride à la Championship Wrestling from Florida (en) et en devient le promoteur en 1970 quand Bob Luttral lui vend l'entreprise. Il devient président de la National Wrestling Alliance (NWA) de 1976 à 1978.
Il met un terme à sa carrière de catcheur en 1980. Il continue à être promoteur et commence à avoir des difficultés à remplir des salles. Il se suicide le 21 janvier 1985.
Il est membre à titre posthume du WCW Hall of Fame en 1993, du Wrestling Observer Newsletter Hall of Fame en 1996.

## Jeunesse
Gosset est borgne de naissance et grandit à Chattanooga. Sa mère Velma est employé dans un magasin bon marché. Quant à son père Jess, il n'arrive pas à garder un travail.

## Carrière
Gossett commence sa carrière de catcheur en 1947, au Texas à l'âge de 17 ans après avoir été entrainé par Clarence « Cowboy » Luttrall. Il a souvent été présenté comme le frère de « Nature Boy » Buddy Rogers sous le nom de Roy Rogers. Il perd lors d'un match loser-leaves-town face à Pepper Gomez en mai 1958.
En juin 1958, il change son nom de ring pour Eddie Graham et est présenté comme le frère de Dr. Jerry Graham et « Crazy » Luke Graham. Jerry et Eddie sont devenus une équipe heel très célèbre sur la côte Est des États-Unis. Ils ont affronté de célèbres équipes telles que Fabulous Kangaroos, les Bastien Brothers, Mark Lewin et Don Curtis, ainsi que Antonino Rocca et Miguel Pérez. Ils conservent leur NWA United States Tag Team Championship ensemble au Capitol Wrestling (successeur de la World Wrestling Entertainment) trois fois en gagnant face à Miguel Perez et Don Curtis, et une fois contre Red et Lou Bastien.
Au printemps 1960, Eddie quitte l'équipe et s'engage dans la National Wrestling Alliance en Floride. Là-bas, dès 1966, il défie le célèbre Professor Boris Malenko. En 1968, Graham lace ces bottes dans les vestiaires lorsqu'une fenêtre de 75 livres lui tombe sur la tête. La Florida State Legislature l'indemnise de 23 000 $ pour cet incident.
Eddie devient promoteur au Championship Wrestling from Florida en 1971. Il combat avec son fils, Mike Graham, jusqu'en 1977, année au cours de laquelle il part de la fédération à la suite de problèmes de santé. Il fait un bref retour sur le ring en 1979 et gagne face à Killer Khan en pinfall. Il dirige la NWA de 1976 à 1978, en partie grâce à Gordon Solie et Dusty Rhodes. Graham reste en dehors de la direction de la NWA de 1977 à 1978 à la suite de sérieuses complications de santé, et est contraint de démissionner de ses fonctions. Eddie redevient promoteur jusqu'à ce qu'il se suicide par balle le 21 janvier 1985, après une longue bataille contre l'alcoolisme,. Il devient membre du WWE Hall of Fame le 29 mars 2008.

## Palmarès
- Capitol Wrestling Corporation / World Wrestling Entertainment
  - NWA United States Tag Team Championship (Northeast version) (4 fois) - avec Jerry Graham[7]
  - Hall of Fame (Classe 2008)

- Championship Wrestling from Florida
  - NWA Brass Knuckles Championship (Florida version) (2 fois)[8]
  - NWA Florida Heavyweight Championship (1 fois)[9]
  - NWA Florida Tag Team Championship (1 fois) - avec Mike Graham[10]
  - NWA Southern Heavyweight Championship (Florida version) (3 fois)[11]
  - NWA Southern Tag Team Championship (Florida version) (2 fois) - avec Don Curtis (1) et Lester Welch (1)[12]
  - NWA United States Tag Team Championship (Florida version) (2 fois) - avec Dick Steinborn[13]
  - NWA World Tag Team Championship (Florida version) (7 fois) - avec Ike Eakins (1), Sam Steamboat (3), Bob Orton (2) et Jose Lothario (1)[14]

- Japan Wrestling Association
  - JWA All Asia Tag Team Championship (1 fois) - avec Killer Karl Kox[15]

- Mid-Atlantic Championship Wrestling / World Championship Wrestling
  - NWA Southern Tag Team Championship (Mid-Atlantic version) (1 fois) - avec Sam Steamboat[16]
  - WCW Hall of Fame (Classe 1993)[17]

- Mid-South Sports
  - NWA Georgia Tag Team Championship (1 fois) - avec Mike Graham[18]
  - World Heavyweight Championship (Georgia version) (1 fois)[19]

- Midwest Wrestling Association
  - MWA World Junior Heavyweight Championship (1 fois)[20]

- National Wrestling Alliance
  - NWA Hall of Fame (Classe 2006)[21]

- NWA Mid-America
  - NWA Southern Tag Team Championship (Mid-America version) (2 fois) - avec Roy Welch[22]
  - NWA World Tag Team Championship (Mid-America version) (1 fois) - avec Sam Steamboat[23]

- Southwest Sports, Inc.
  - NWA Texas Tag Team Championship (1 fois) - avec Johnny Valentine[24]

- NWA Western States Sports
  - NWA Southwest Tag Team Championship (3 fois) - avec Art Nelson[25]

- Wrestling Observer Newsletter
  - Wrestling Observer Newsletter Hall of Fame (Classe 1996)